# Abuja

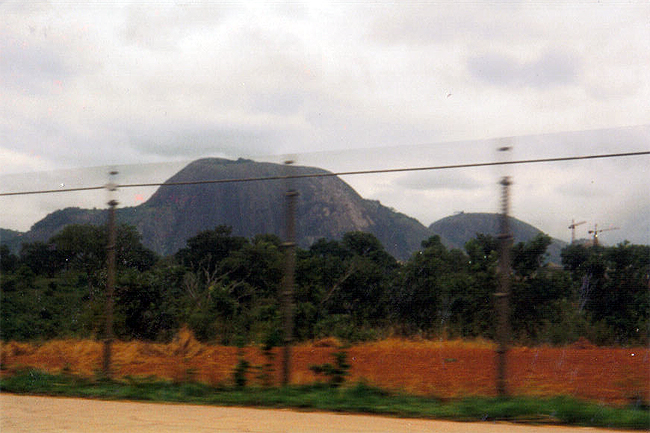
Aso Rock

Abuja là thủ đô của Nigeria. Thành phố này nằm ở trung tâm của Lãnh thổ Thủ đô Liên bang (FCT). Abuja là một thành phố được "quy hoạch", do các nó được xây dựng chủ yếu và thập niên 1980 và đã chính thức trở thành thủ đô của Nigeria vào ngày 12 tháng 12 năm 1991, thay thế vai trò trước đó của Lagos. Theo điều tra dân số năm 2011, Lãnh thổ Thủ đô Liên bang có dân số 1.235.880.
.
Thành phố có Sân bay quốc tế Nnamdi Azikiwe. Thành phố này nổi tiếng ở châu Phi là thành phố xây dựng theo quy hoạch tốt nhất châu Phi, là một trong những nơi giàu có nhất và đắt đó nhất nhưng dân số ở khu vực bán phát triển thì sống trong các khu phố ổ chuột như Karu. Karu, được xây để làm nơi ở cho công chức và người thu nhập thấp nhưng lại không có nước máy, điện hay hệ thống vệ sinh.